# Massimo Troisi

Massimo Troisi (1989)

Massimo Troisi (* 19. Februar 1953 in San Giorgio a Cremano; † 4. Juni 1994 in Rom) war ein italienischer Schauspieler, Regisseur und Autor.

## Leben
Troisi wurde 1953 als Sohn eines Zugingenieurs in der Nähe von Neapel geboren. Die Erfahrungen mit seiner Familie verarbeitete er in seinen ersten Filmen. Nach dem Abitur schrieb Troisi einige Gedichte, die von Pier Paolo Pasolini inspiriert waren. Im Jahr 1969 begann er, zusammen mit einigen Freunden aus der Kindheit (darunter Lello Arena und Enzo Decaro) eine Theatergruppe zu gründen, mit der er in einem kleinen, örtlichen Theater zu spielen begann. Durch den frühen Tod seiner Mutter wurde Troisi zunehmend gesundheitlich eingeschränkt, was angeblich zu der Entwicklung seiner späteren Herzprobleme führte. Er bekam während seiner Jugendzeit Anfälle von rheumatischem Fieber. Im Jahr 1976 musste er die Vereinigten Staaten für eine Herzklappenoperation besuchen, deren Kosten mit Hilfe seiner Freunde bezahlt wurde.
1972 begann er seine künstlerische Laufbahn als Kabarettist als Mitglied des Trios „The Saracens“. Mitglieder waren De Caro und Arena. Im Fernsehen wurde er mit „Non Stop“, „La Berla“ und „Luna Park“ regional bekannt. Troisi wurde bald der Anführer des Trios und galt als der italienische Steve Martin. Er war bekannt für seine Mimik und seine anscheinend verwirrte Sprache, wobei er sich von Totò, Eduardo und Peppino De Filippo inspirieren ließ. Seine erste Hauptrolle in einem Kinofilm hatte er im Jahr 1981.
Troisi kam zu internationalem Ruhm durch den Erfolg von „Der Postmann“, der unter der Regie von Michael Radford entstand. Nach den Dreharbeiten starb er an einem Herzinfarkt im Haus seiner Schwester in Ostia, zwölf Stunden nachdem der Dreh beendet war. Es wurde berichtet, dass er eine notwendige Operation verschoben hatte, um den Film fertigzustellen. Dessen Nachspann enthält eine Widmung an Troisi.
Im Jahr 1996 wurde er postum für den Oscar nominiert. Nur wenigen wurde diese Ehre zuteil, u. a. James Dean, Spencer Tracy, Peter Finch, Sir Ralph Richardson und Heath Ledger.
Als guter Freund des Musikers und Sängers Pino Daniele (der auch die meisten Soundtracks für die Filme von Troisi komponierte) schrieb er Texte für dessen Musik oder passte seine Gedichte an sie an. 
Eduardo De Filippo sagte über ihn, er sei „ein Schauspieler der Zukunft, aber mit Wurzeln in der Vergangenheit“.
Ein Platz in seiner Heimatstadt San Giorgio a Cremano bei Neapel trägt seinen Namen.

## Filme
- 1981: I’m Starting from Three (Ricomincio da tre), auch Regie
- 1982: Eine Neapolitanische Geschichte (Scusate il ritardo), auch Regie & Drehbuch
- 1983: No Thanks, Coffee Makes Me Nervous (No grazie, il caffè mi rende nervoso), auch Drehbuch
- 1984: Die Lucky Boys (Non ci resta che piangere), auch Co-Regie & Drehbuch
- 1987: Hotel Colonial
- 1987: Die Wege des Herrn sind endlich (Le Vie del Signore sono finite), auch Regie & Drehbuch
- 1989: Wie spät ist es? (Che ora è?)
- 1989: Splendor
- 1990: Die Reise des Capitan Fracassa (Il Viaggio di Capitan Fracassa)
- 1991: Ich dachte, es war Liebe (Pensavo fosse amore invece era un calesse), auch Regie & Drehbuch
- 1994: Der Postmann (Il Postino), auch Drehbuch